# Sømmemorenen
Sømmemorenen är en morän i Antarktis. Den ligger i Östantarktis. Norge gör anspråk på området. Toppen på Sømmemorenen är 1 401 meter över havet.
Terrängen runt Sømmemorenen är varierad. Trakten är obefolkad. Det finns inga samhällen i närheten. 